# Cyrtodactylus pubisulcus
Espèce
Cyrtodactylus pubisulcus est une espèce de geckos de la famille des Gekkonidae.

## Répartition
Cette espèce est endémique du Sarawak en Malaisie. Elle se rencontre sur le Gunong Matang.

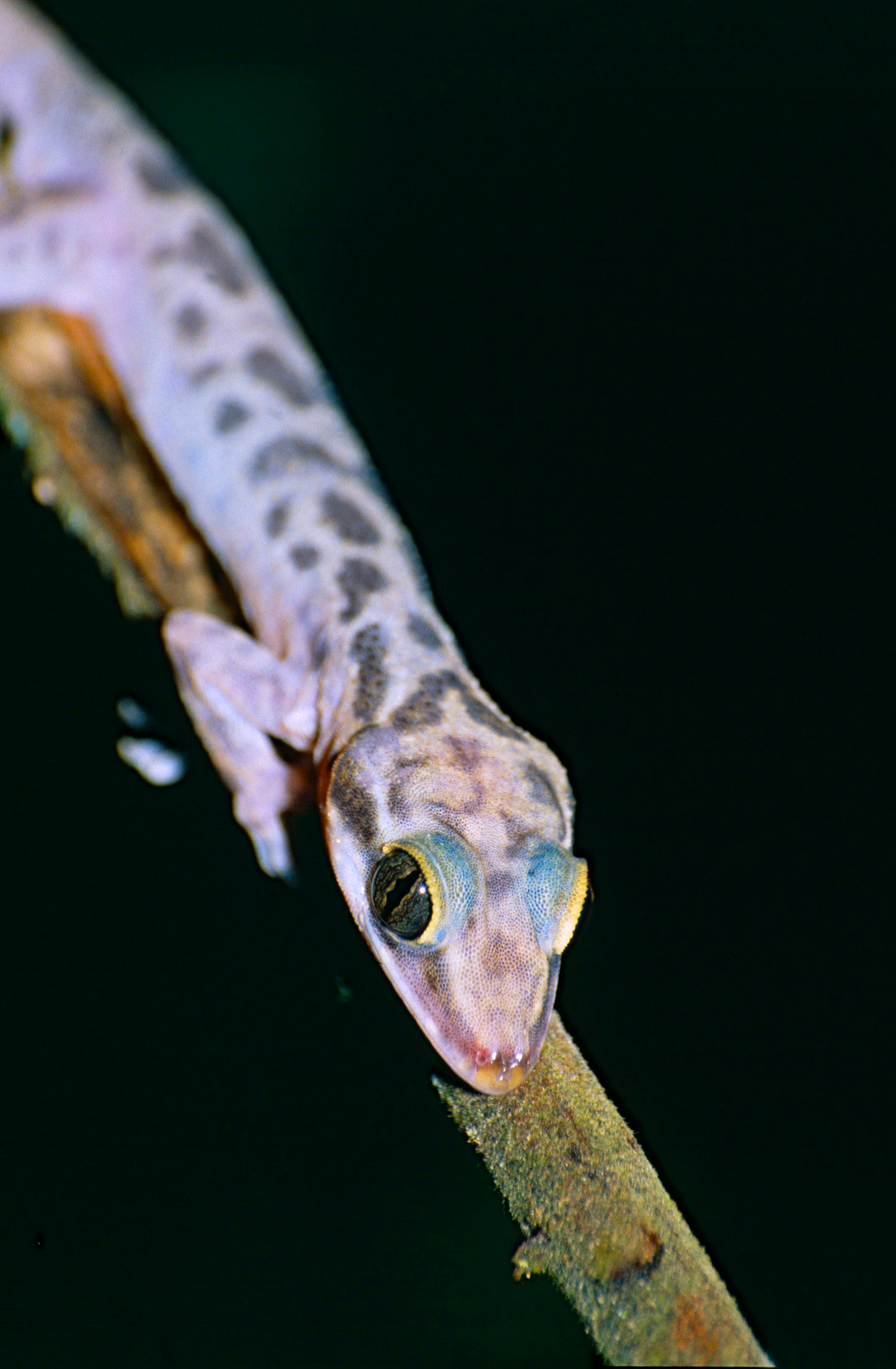

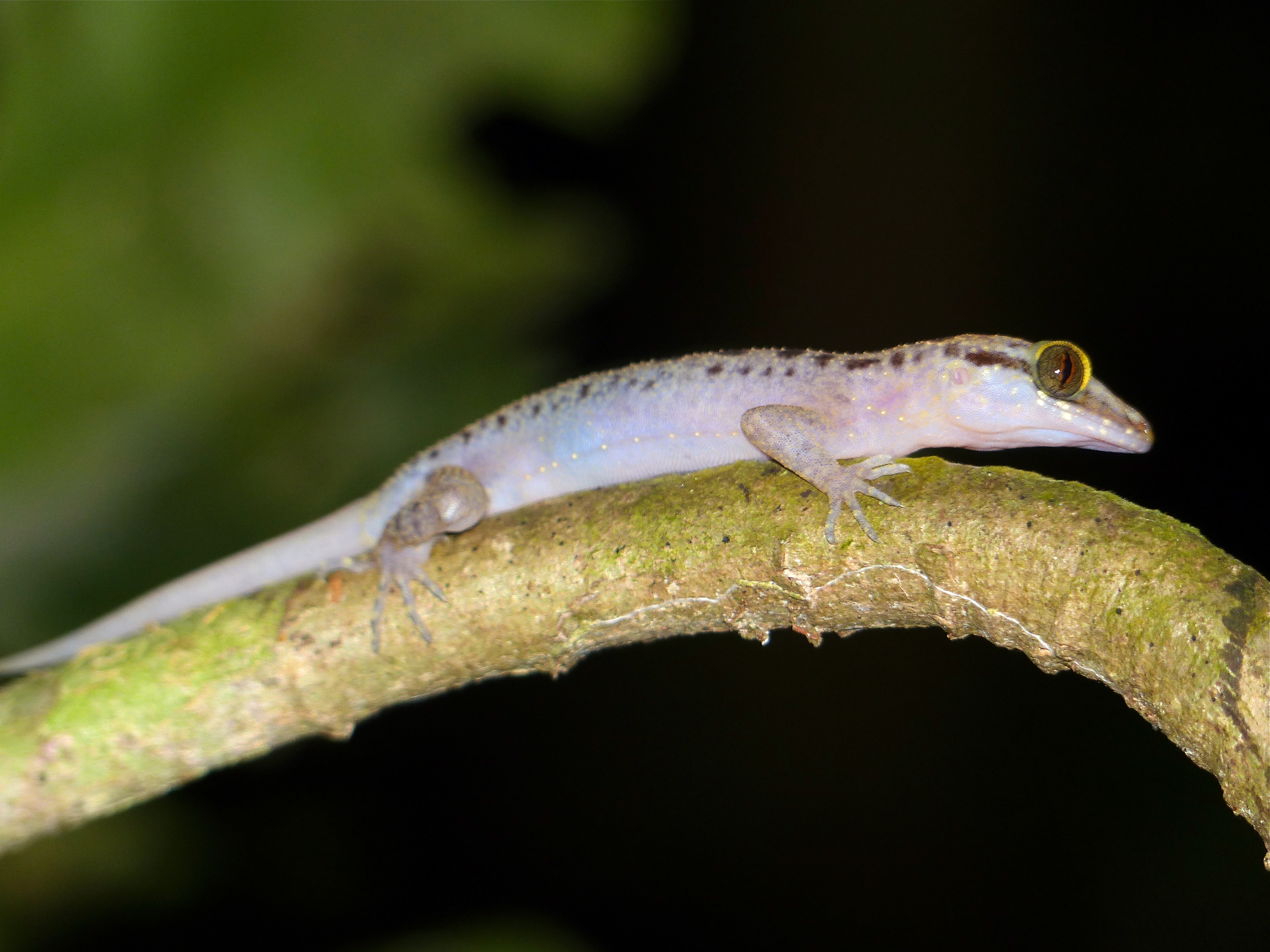

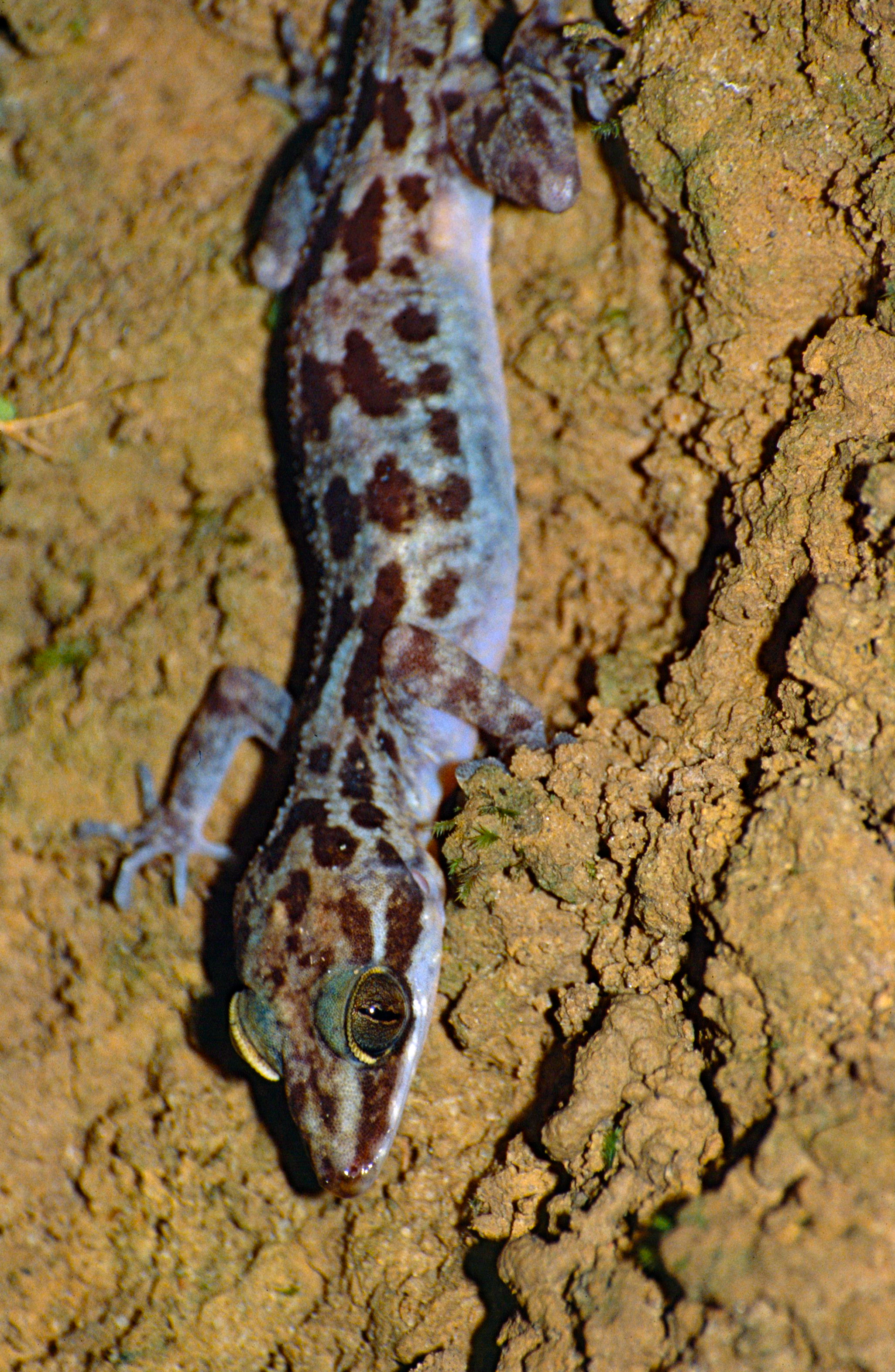

## Publication originale
- Inger, 1958 : A new Gecko of the genus Cyrtodactylus. - With a key to the species from Bomeo and the Philippine Islands. Sarawak Museum Journal, vol. 8, p. 261-264.